# Антоніо Валенсія
Луї́с Анто́ніо Вале́нсія Моске́ра (ісп. Luis Antonio Valencia Mosquera; нар. 4 серпня 1985, Лаго-Агріо, Еквадор) — еквадорський футболіст, який грав на позиціях крайнього захисника і крайнього півзахисника. Виступав за англійський клуб «Манчестер Юнайтед» і національну збірну Еквадору.

## Клубна кар'єра

### Ранні роки
Валенсія розпочав свою кар'єру в еквадорському клубі «Ель Насьональ» з міста Кіто, де грав разом з майбутнім партнером по збірній Крістіаном Бенітесом. В 2005 році допоміг своєму клубу виграти Клаусуру, чим привернув до себе увагу кількох іспанських клубів.
В 2005 році було оголошено про його перехід до клубу «Вільярреал». Після невдалих спроб пробитися до основи «підводників», Валенсію було відправлено в оренду до іншого іспанського клубу — «Рекреатіво», якому він допоміг піднятися до вищого дивізіону.

### «Віган Атлетік»

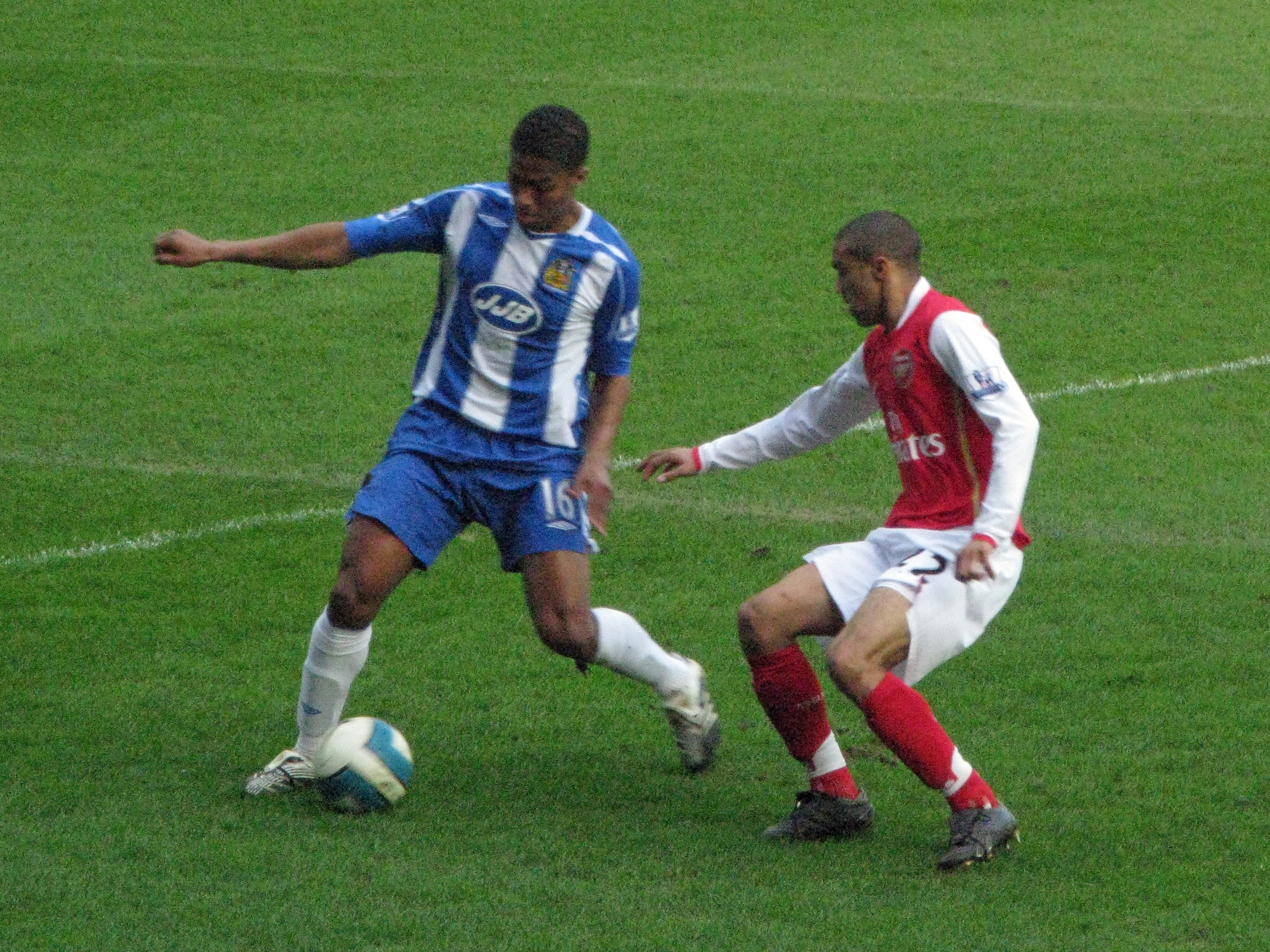
Антоніо Валенсія (ліворуч) під час виступів за «Віган Атлетік». 2008 рік.

Після повернення з «Рекреатіво», влітку 2006 року перейшов до англійського «Віган Атлетік» в оренду строком на один рік. За новий клуб дебютував 19 серпня у матчі Прем'єр-ліги проти «Ньюкасл Юнайтед». Свій перший гол забив 21 жовтня 2006 року в матчі 9-го туру проти Манчестер Сіті, який завершився перемогою «латікс» 4:0. В матчі 33-го туру чемпіонату проти «Астон Вілли» отримав свою першу червону картку в англійській кар'єрі, заробивши вилучення за грубу гру. Після завершення сезону було ухвалено рішення про подовження оренди у «Вігані» ще на один рік.
У сезоні 2007—2008 остаточно закріпився як основний гравець команди. 18 січня 2008 року «Віган» досяг згоди з «Вільярреалом» щодо трансферу Валенсії на постійній основі. Сума трансферу, за даними порталу Transfermarkt, склала приблизно 1,8 мільйонів фунтів стерлінгів. Всього за сезон 2007—2008 років відзначився трьома голами і чотирма результативними передачами.
В наступному сезоні Валенсія своєю грою допоміг «Вігану» посісти високе одинадцяте місце в Прем'єр-лізі. Всього за сезон 2008—2009 півзахисник забив три голи і віддав п'ять асистів, зокрема взяв участь у всіх трьох голах у переможному матчі проти «Блекберн Роверз» (3:0). Взимку в пресі почали з'являтися чутки про інтерес до Валенсії з боку мадридського Реала. Наприкінці січня ці чутки підтвердив головний тренер «Вігана» Стів Брюс, який зазначив, що Валенсія вирішив залишитися в команді до кінця сезону, а тому відмовився від пропозиції мадридців.
По завершенні сезону повідомлялося про поновлення інтересу до еквадорця з боку мадридського «Реала», а також діючого чемпіона Англії «Манчестер Юнайтед».

### «Манчестер Юнайтед»

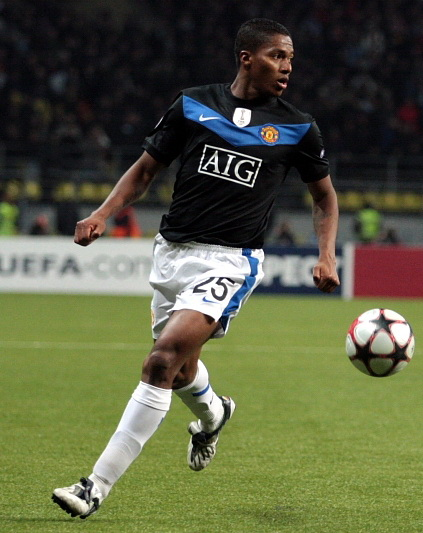
Антоніо Валенсія у складі «Манчестер Юнайтед». 2009 рік.

#### 2009—2010
30 червня 2009 року був офіційно підтверджений перехід Валенсії до «Манчестер Юнайтед». Сума трансферу не розголошується, проте вважається, що вона склала приблизно 16 мільйонів фунтів стерлінгів. У складі «червоних дияволів» гравець мав замінити колишню зірку Юнайтед Кріштіану Роналду, який незадовго до цього залишив клуб. Дебют Валенсії в офіційних іграх за нову команду відбувся 9 серпня того ж року в матчі за Суперкубок Англії проти «Челсі», в якому лондонці здобули перемогу в серії пенальті. Свій перший поєдинок в чемпіонаті провів тиждень по тому у переможній грі проти «Бірмінгема». 17 жовтня відзначився голом у матчі з Болтон Вондерерз, а за кілька днів вразив ворота московського ЦСКА у розіграші Ліги чемпіонів. Всього у своєму першому сезоні забив 7 голів і віддав 13 гольових передач за Юнайтед, включаючи ассист на Вейна Руні у фіналі Кубка Ліги. За підсумками року був включений до символічної збірної Прем'єр-ліги.

#### 2010—2011
Сезон 2010—2011 Валенсія розпочав з голу у ворота «Челсі» в матчі за Суперкубок Англії, в якому «Манчестер Юнайтед» із рахунком 3:1 зумів взяти за поразку минулого року. Після цього він встиг провести кілька поєдинків внутрішнього чемпіонату, перш ніж отримав важку травму у грі групового етапу Ліги чемпіонів проти «Глазго Рейнджерз» 14 вересня. Спочатку вважалося, що через це гравець муситиме пропустити увесь сезон. Проте відновлення після травми зайняло менше часу, ніж очікувалося, і еквадорець зумів повернутися на поле вже 12 березня 2011 року у матчі Кубка Англії з «Арсеналом». Після повернення Валенсія встиг взяти участь у 16 матчах Юнайтед з останніх сімнадцяти, в тому числі у фіналі Ліги чемпіонів проти «Барселони», де МЮ поступився 1:3. Незважаючи на це, «Манчестер Юнайтед» зміг повернути собі титул чемпіона, а сам Валенсія став першим в історії еквадорським гравцем, який виграв англійську Прем'єр-лігу.

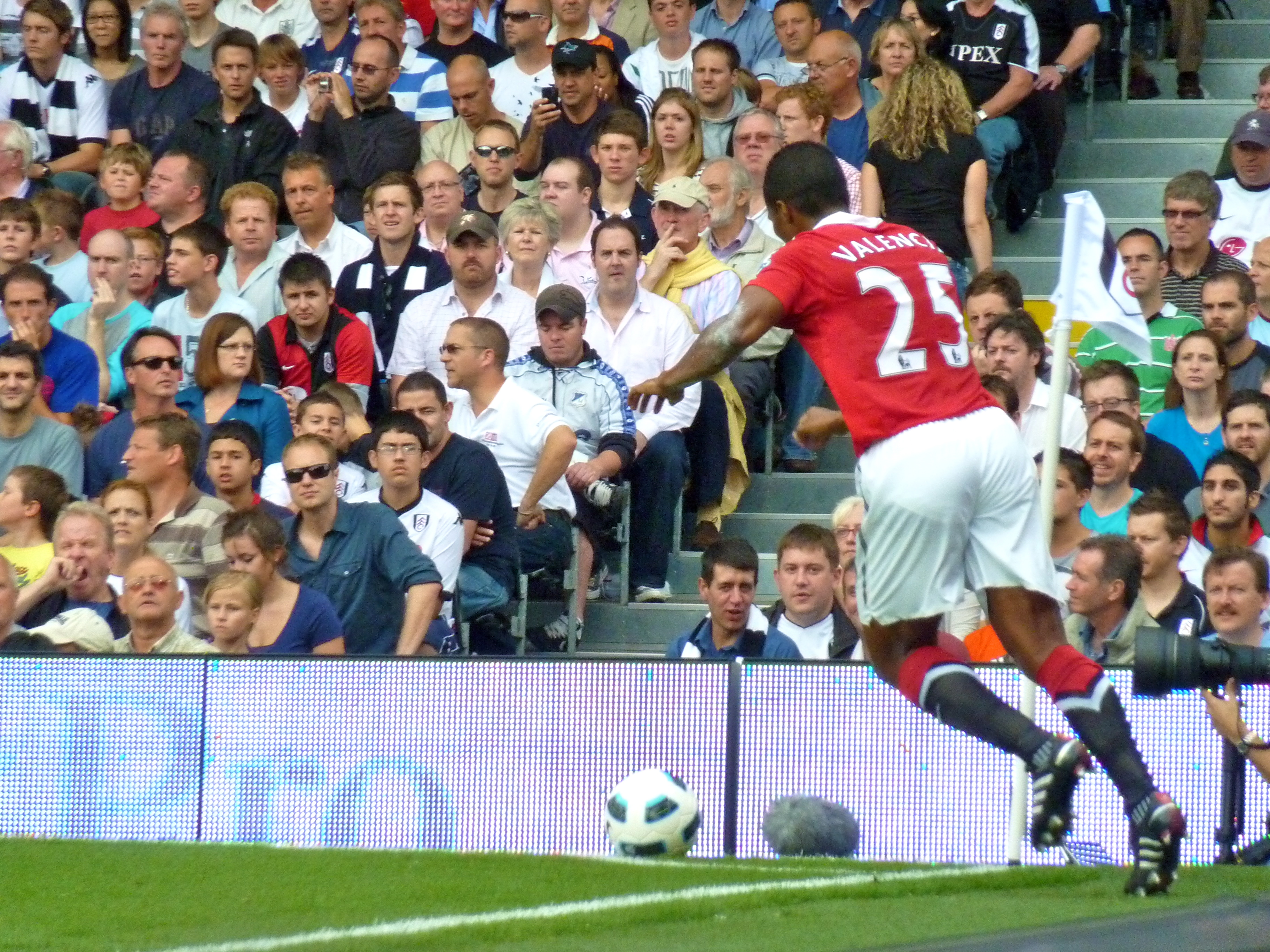
Антоніо Валенсія виконує кутовий удар. 22 серпня 2010 року.

#### 2011—2012
1 серпня 2011 року «Манчестер Юнайтед» пролонгував контракт із Валенсією на наступні чотири роки. Влітку гравець зазнав травми у грі за збірну Еквадору, через що був змушений пропустити передсезонну підготовку і декілька матчів на старті сезону. 25 жовтня відзначився у грі Кубка Ліги проти «Алдершот Таун» (3:0), а на початку листопада забив гол у домашньому матчі Ліги чемпіонів проти румунського «Оцелула» (2:0). 26 грудня забив вразив ворота своєї колишньої команди — «Віган Атлетік», матч закінчився розгромною перемогою Юнайтед 5:0. 2 квітня 2012 року у грі з Блекберн Роверз ударом з правого кута штрафного майданчика забив гол, який за підсумками голосування вболівальників буде визнано найкращим голом «Манчестер Юнайтед» в сезоні. За підсумками сезону Валенсія також отримав Приз сера Метта Басбі і нагороду найкращого гравця Юнайтед за версією одноклубників.

#### 2012—2013

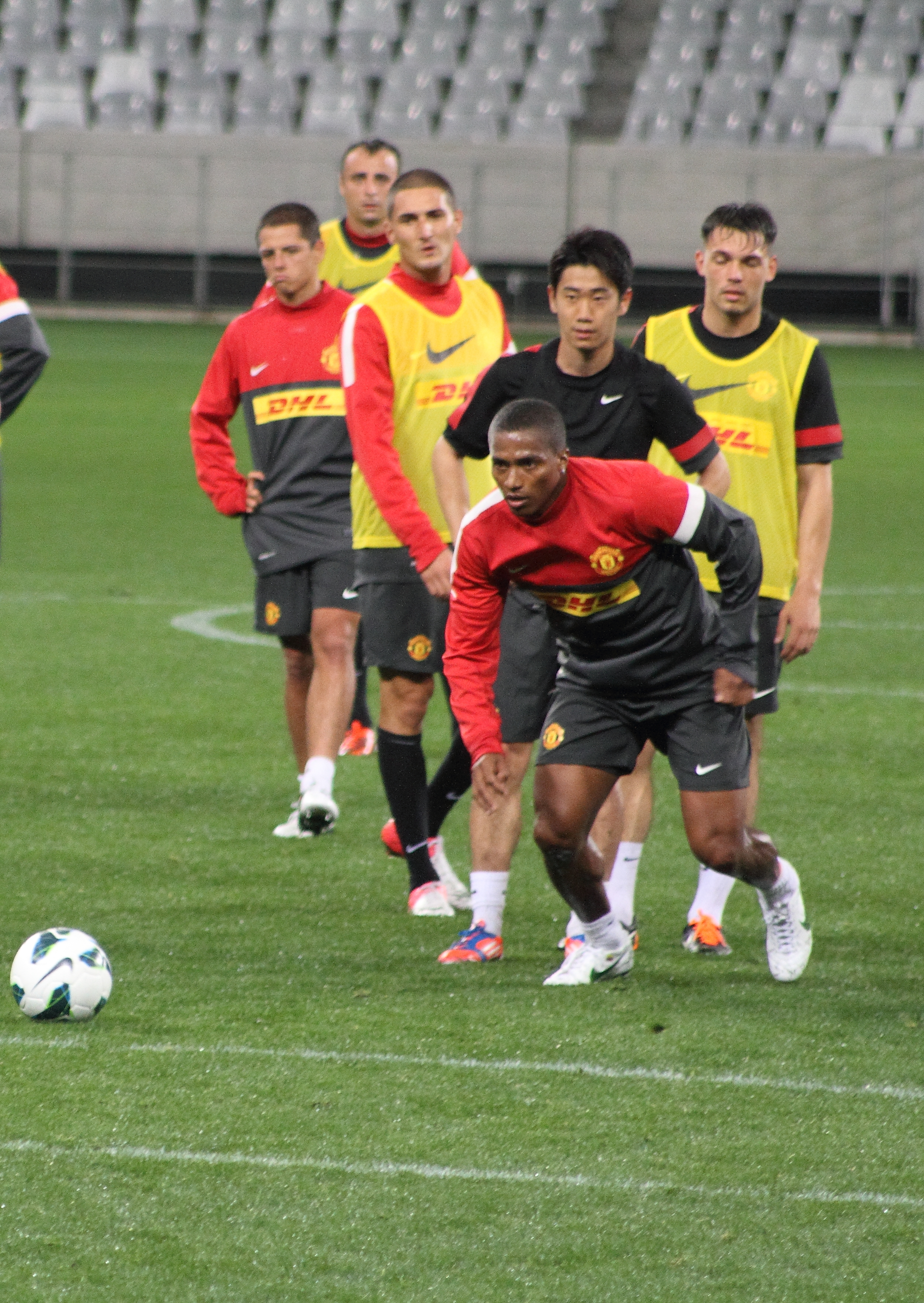
Валенсія на тренуванні МЮ разом з Синдзі Кагавою. 2012 рік.

3 липня 2012 року було вирішено, що новий сезон Валенсія розпочне під легендарним для МЮ номером «7», який став вільним після того, як клуб залишив Майкл Оуен. Еквадорець продовжував відігравати важливу роль в команді, взявши участь у 30-ти матчах чемпіонату з 38-ми. 17 квітня 2013 року забив свій єдиний гол у Прем'єр-лізі у ворота «Вест Гем Юнайтед». Після перемоги над «Астон Віллою» у наступному турі, «Манчестер Юнайтед» забезпечив собі черговий, другий для Валенсії, титул чемпіона. Одразу по закінченні сезону посаду головного тренера Юнайтед залишив сер Алекс Фергюсон.

#### 2013—2014
Після неоднозначного в індивідуальному плані минулого сезону, еквадорець вирішив повернути собі більш звичний номер «25». Новий сезон він розпочав, вийшовши на заміну у матчі за Суперкубок Англії, де МЮ із рахунком 2:0 переграв колишній клуб Валенсії — «Віган Атлетік». 17 вересня 2013 Валенсія забив гол і віддав результативну передачу у переможній грі Ліги чемпіонів проти «Баєра». 19 березня 2014 під час гри однієї восьмої Ліги чемпіонів з грецьким «Олімпіакоса», в якому МЮ потрібна була лише перемога із різницею у два або більше голи, вже на початку зустрічі отримав ушкодження обличчя в результаті зіткнення із Хоелем Кемпбеллом. Незважаючи на пошкодження, півзахисник продовжив гру, провівши на поле майже увесь матч, а МЮ переміг 3:0 і пройшов до наступного раунду. Але в цілому сезон 2013—2014 для нього і його команди вийшов невдалим. Під керівнцитвом Девіда Моєса «червоні» фінішували на рекордно низькому сьомому місці, а сам Валенсія зробив лише шість результативних дій у матчах Прем'єр-ліги. Незважаючи на це, влітку 2014 він підписав новий трирічний контракт із Юнайтед з опцією подовження ще на один рік.

#### 2014—2016

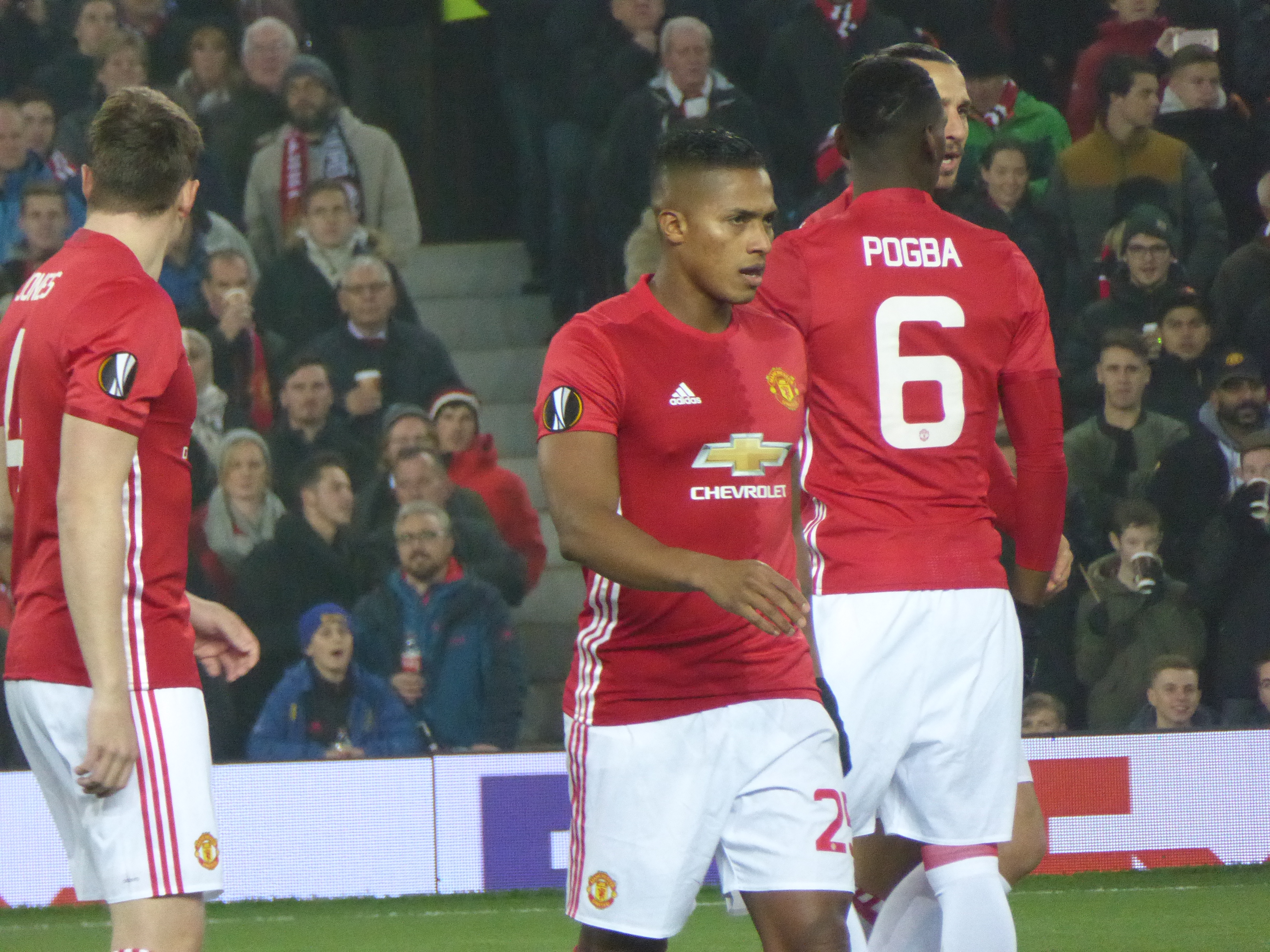
Антоніо Валенсія матчі Ліги Європи 2016/17 проти «Феєнорда».

В сезоні 2014—2015 під керівництвом Луї ван Гала через брак флангових захисників, Валенсія вимушено провів значну частину ігрового часу на позиції правого бека. Зміна позиції негативно вплинула на показники еквадорця, який вперше не зумів жодного разу вразити ворота суперників. Гравець продовжував звикати до нової ролі на полі і в наступному сезоні, де йому довелося конкурувати за місце в основі із італійцем Маттео Дарміаном. Після низки невдалих виступів, на Валенсію звалилися численні критичні відгуки і заклики залишити клуб 26 жовтня 2015 отримав травму, через яку був вимушений пропустити більше чотирьох місяців. Як результат, з точки зору особистих показників, сезон 2015—2016 став найгіршим для Валенсії у складі Юнайтед, який розпочав лише 12 матчів у старті і вдруге поспіль не забив жодного голу протягом року. Тим не менш, це не завадило йому завоювати із командою черговий трофей — Кубок Англії сезону 2015—2016. У фінальному матчі проти «Крістал Пелас» Валенсія провів на полі всі сто двадцять хвилин, які завершилися перемогою МЮ із рахунком 2:1.

#### 2016—2017
У першому ж матчі нового сезону Валенсія допоміг «Юнайтед» переграти минулорічного чемпіона «Лестер Сіті» у поєдинку за Суперкубок Англії (2:1) і завоювати черговий трофей. Сам еквадорець у цій грі віддав результативну передачу на Златана Ібрагімовича. Надалі Валенсія міцно закріпився у стартовому складі своєї команди, остаточно перекваліфікувавшись у правого захисника. Протягом року загалом провів за клуб 43 гри, в яких забив один гол (проти «Мідлсбро») і віддав шість результативних передач. 26 лютого 2017 року провів на полі всі дев'яносто хвилин у фінальній грі Кубка Ліги проти «Саутгемптона» (перемога 3:2). Також відігравав важливу роль у переможному для МЮ розіграші Ліги Європи, протягом якого тричі виводив команду на поле як капітан. Зокрема був капітаном «Юнайтед» у фінальному матчі проти амстердамського «Аякса», який завершився перемогою англійців із рахунком 2:0. 18 травня 2017 року був визнаний найкращим гравцем «Манчестер Юнайтед» в сезоні за версією одноклубників. 26 травня 2017 року клубом було оголошено про подовження контракту із Валенсією до червня 2019 року.

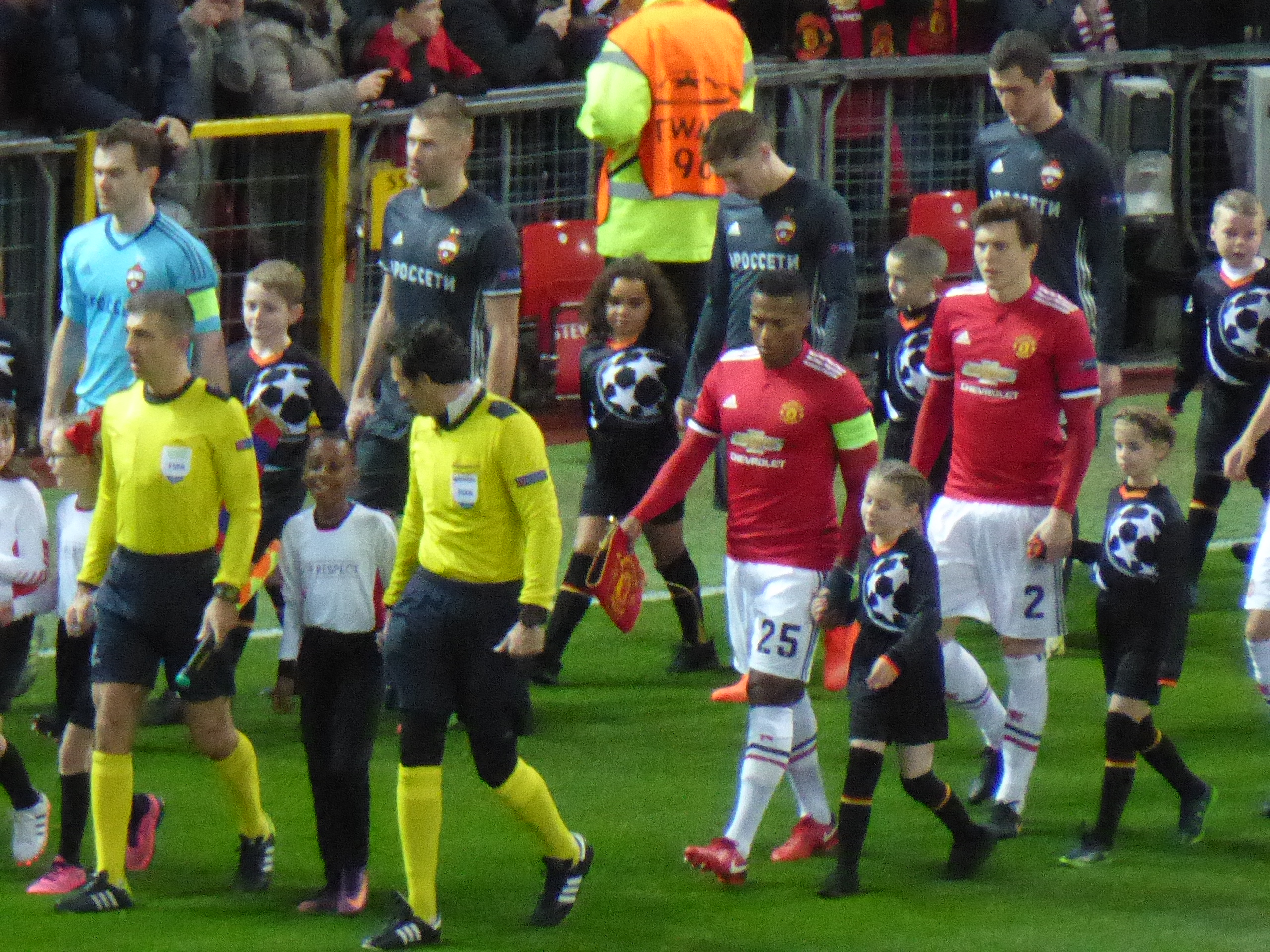
Антоніо Валенсія як капітан МЮ виводить команду на матч Ліги чемпіонів 2017/18 проти московського ЦСКА.

#### 2017—2019
Сезон 2017/18 Валенсія розпочав як один із ключових гравців у команді. 17 вересня дальнім ударом забив гол у матчі проти «Евертона», який завершився перемогою 4:0.

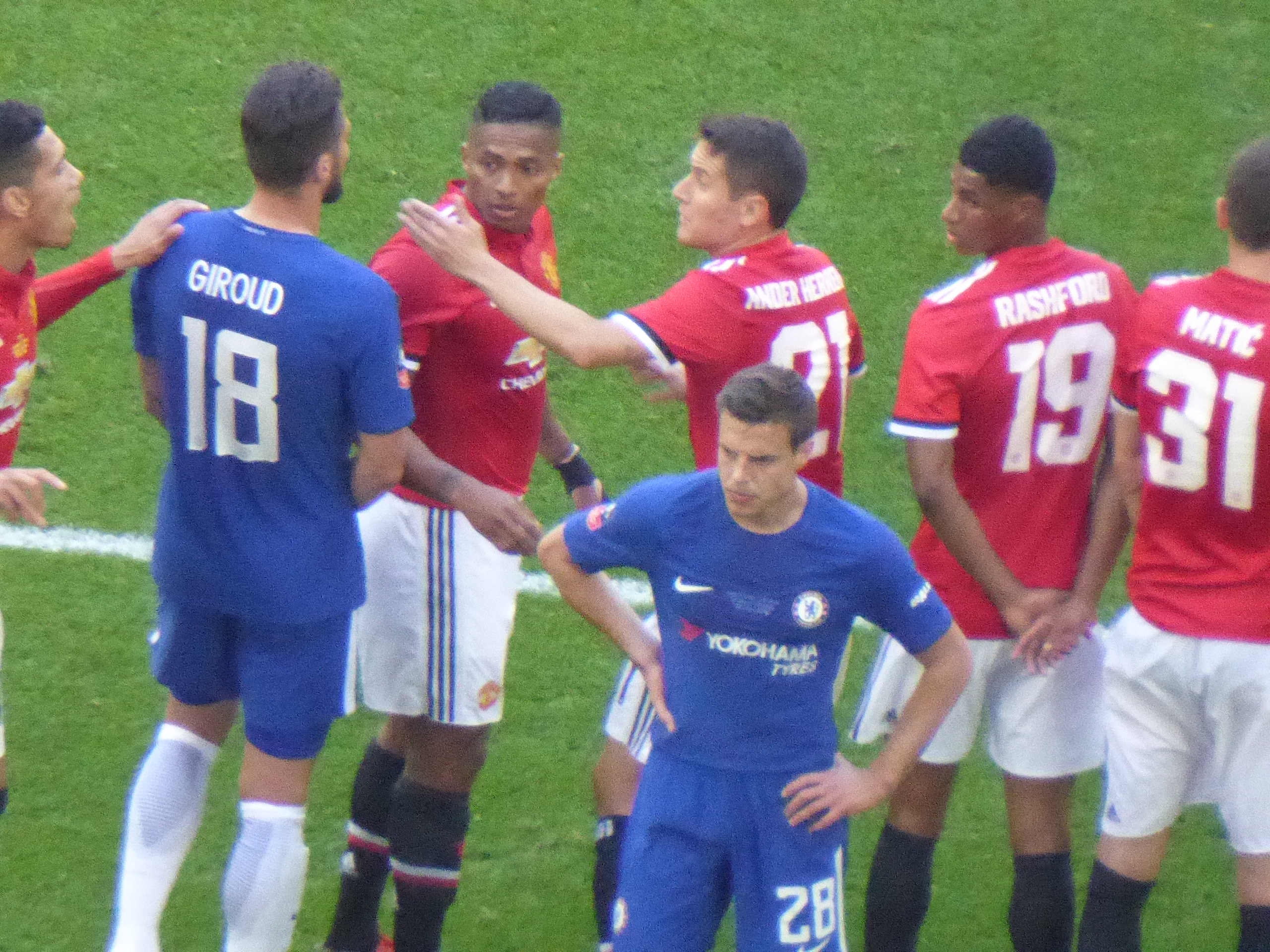
Антоніо Валенсія під час фіналу Кубка Англії 2018 року проти «Челсі».

Влітку 2018 року Валенсія був призначений капітаном команди, після того, як клуб покинули ветерани Вейн Руні і Майкл Каррік. У березні 2019 року «Манчестер Юнайтед» відмовився скористатися можливістю продовження контракту Валенсії на додатковий рік, завершивши таким чином 10-річну угоду з гравцем, коли його контракт закінчився в червні. Загалом Валенсія провів за «Манчестер Юнайтед» 339 ігор в усіх турнірах і забив 25 голів. Також Антоніо провів загалом 325 виступів у англійській Прем'єр-лізі за два клуби, що залишається рекордом для гравця Південної Америки.

### Завершення кар'єри
Після уходу з «Манчестер Юнайтед» Валенсія повернувся на батьківщину і підписав угоду з клубом «ЛДУ Кіто». З командою став володарем Кубка Еквадору у 2019 році.
27 листопада 2020 року Валенсія підписав контракт з мексиканським клубом «Керетаро» у статусі вільного агента.
12 травня 2021 року Валенсія оголосив про завершення кар'єри футболіста.

## Міжнародна кар'єра

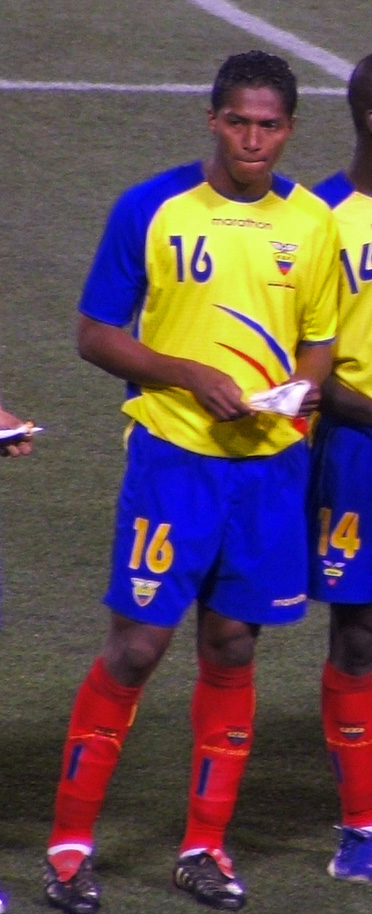
Антоніо Валенсія у складі збірної Еквадору. 2007 рік.

За молодіжну збірну своєї країни (U-20) провів 23 матчі, в яких зумів забити 17 голів.
У національній збірній Еквадору дебютував 28 квітня 2004 року у віці вісімнадцяти років. Роком пізніше, у травні 2005 року забив свої перші м'ячі на дорослому рівні, двічі вразивши ворота збірної Парагваю.
Разом зі своєю збірною зумів дійти до стадії однієї восьмої фіналу на Чемпіонаті світу 2006 у Німеччині. На турнірі Валенсія взяв участь у всіх чотирьох поєдинках, віддавши один асист у грі проти Коста-Рики. За підсумками Мундіалю був включений до списку кандидатів на нагороду Найкращого молодого гравця. За результатами онлайн-голосування саме Валенсія отримав найбільше число голосів, але спеціальна комісія ФІФА віддала перевагу німцю Лукашу Подольскі.

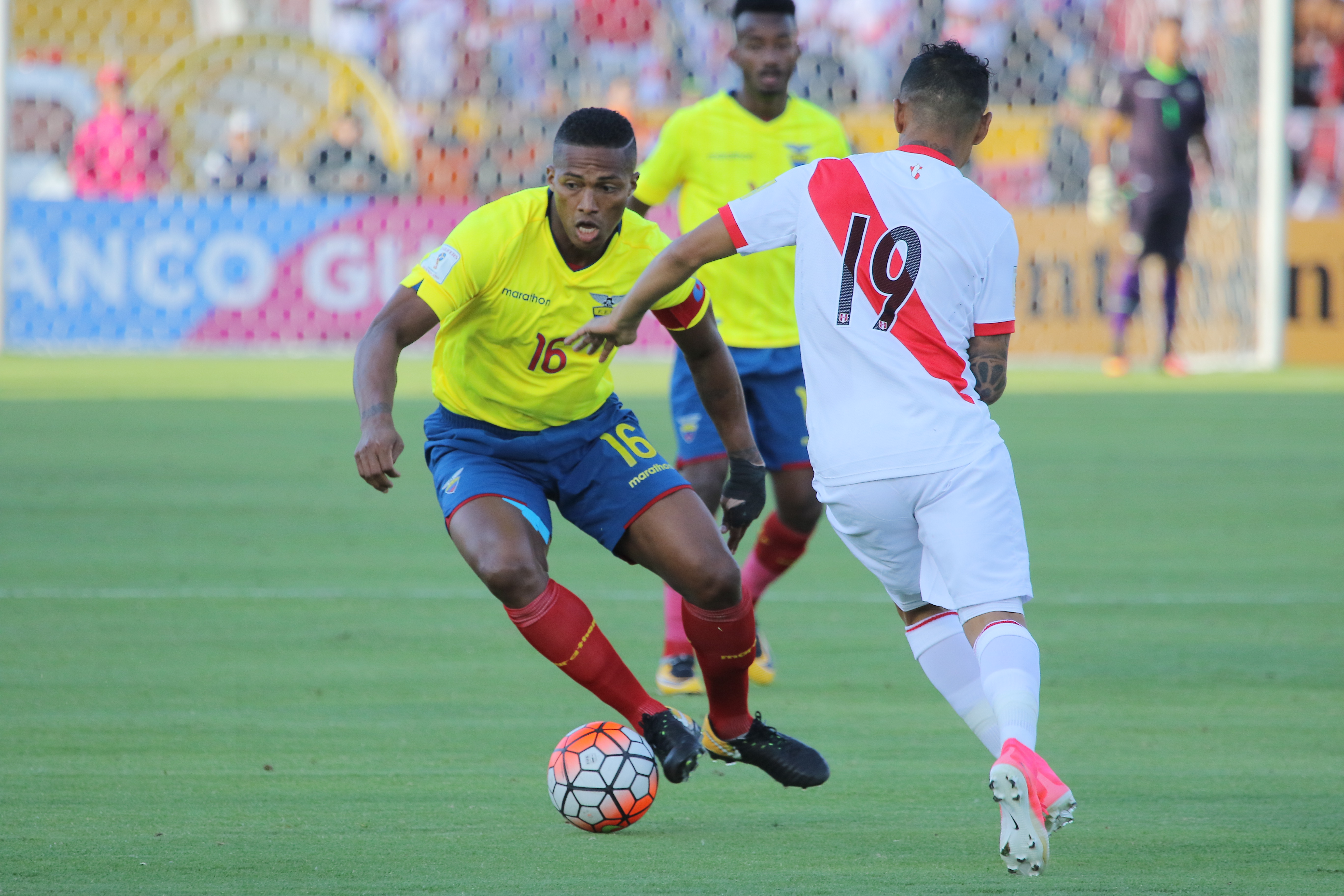
Валенсія (ліворуч) в матчі проти Перу. 2017 рік.

Після цього виступав за збірну на Кубках Америки 2007, 2011, 2016 і 2019 років. Через травму був вимушений пропустити Кубок Америки 2015 року. Також поїхав на чемпіонат світу 2014 року, де був капітаном збірної Еквадору і взяв участь у всіх трьох поєдинках, отримавши вилучення в останній грі проти збірної Франції.
Всього провів за національну команду 99 ігор, в яких 11 разів відзначився забитими м'ячами. Був капітаном збірної. За результатами онлайн-голосування на порталі Ranker.com, є найкращим гравцем в історії збірної Еквадору.

## Стиль гри
На футбольному полі Валенсія передусім відомий своєю швидкістю. Протягом кар'єри неодноразово був включений до різноманітних рейтингів найшвидших футболістів планети. 23 вересня 2012 року у грі проти «Ліверпуля» Валенсія завдяки своїй швидкості зумів у центрі поля випередити гравців суперника Даніеля Аггера і Глена Джонсона, які знаходилися ближче до м'яча, після чого розігнав атаку своєї команди і заробив пенальті, що дозволило МЮ перемогти із рахунком 1:2.
Крім того, еквадорець, граючи на позиції правого захисника, часто підключається до атаки на фланзі, після чого зазвичай навішує до штрафного майданчика суперника. В сезоні 2016—2017 Валенсія зробив 41 вдалий крос, що стало другим показником в англійській Прем'єр-лізі.
Протягом гри майже ніколи не використовує ліву ногу для роботи із м'ячем.

## Статистика

### Клубна
Джерело:
| Клуб                     | Сезон   | Чемпіонат        | Чемпіонат | Чемпіонат | Кубок | Кубок | Кубок Ліги | Кубок Ліги | Міжнародні | Міжнародні | Інше | Інше  | Всього | Всього |
| Клуб                     | Сезон   | Дивізіон         | Ігор      | Голів     | Ігор  | Голів | Ігор       | Голів      | Ігор       | Голів      | Ігор | Голів | Ігор   | Голів  |
| ------------------------ | ------- | ---------------- | --------- | --------- | ----- | ----- | ---------- | ---------- | ---------- | ---------- | ---- | ----- | ------ | ------ |
| «Ель Насьйональ»         | 2003    | Серія A          | 29        | 3         | –     | –     | –          | –          | –          | –          | –    | –     | 29     | 3      |
| «Ель Насьйональ»         | 2004    | Серія A          | 41        | 5         | –     | –     | –          | –          | 4          | 0          | –    | –     | 45     | 5      |
| «Ель Насьйональ»         | 2005    | Серія A          | 14        | 4         | –     | –     | –          | –          | –          | –          | –    | –     | 14     | 4      |
| «Ель Насьйональ»         | Всього  | Всього           | 84        | 12        | –     | –     | –          | –          | 4          | 0          | –    | –     | 88     | 12     |
| «Вільярреал»             | 2005–06 | Ла-Ліга          | 2         | 0         | 0     | 0     | –          | –          | 0          | 0          | –    | –     | 2      | 0      |
| «Рекреатіво» (оренда)    | 2005–06 | Сегунда Дивізіон | 12        | 0         | 0     | 0     | –          | –          | –          | –          | –    | –     | 12     | 0      |
| «Віган Атлетік» (оренда) | 2006–07 | Прем'єр-ліга     | 22        | 1         | 0     | 0     | 0          | 0          | –          | –          | –    | –     | 22     | 1      |
| «Віган Атлетік» (оренда) | 2007–08 | Прем'єр-ліга     | 15        | 0         | 0     | 0     | 0          | 0          | –          | –          | –    | –     | 15     | 0      |
| «Віган Атлетік» (оренда) | Всього  | Всього           | 37        | 1         | 0     | 0     | 0          | 0          | –          | –          | –    | –     | 37     | 1      |
| «Віган Атлетік»          | 2007–08 | Прем'єр-ліга     | 16        | 3         | 1     | 0     | 0          | 0          | –          | –          | –    | –     | 17     | 3      |
| «Віган Атлетік»          | 2008–09 | Прем'єр-ліга     | 31        | 3         | 1     | 0     | 3          | 0          | –          | –          | –    | –     | 35     | 3      |
| «Віган Атлетік»          | Всього  | Всього           | 47        | 6         | 2     | 0     | 3          | 0          | –          | –          | –    | –     | 52     | 6      |
| «Манчестер Юнайтед»      | 2009–10 | Прем'єр-ліга     | 34        | 5         | 1     | 0     | 4          | 0          | 9          | 2          | 1    | 0     | 49     | 7      |
| «Манчестер Юнайтед»      | 2010–11 | Прем'єр-ліга     | 10        | 1         | 2     | 0     | 0          | 0          | 7          | 1          | 1    | 1     | 20     | 3      |
| «Манчестер Юнайтед»      | 2011–12 | Прем'єр-ліга     | 27        | 4         | 2     | 0     | 3          | 1          | 6          | 1          | 0    | 0     | 38     | 6      |
| «Манчестер Юнайтед»      | 2012–13 | Прем'єр-ліга     | 30        | 1         | 6     | 0     | 0          | 0          | 4          | 0          | –    | –     | 40     | 1      |
| «Манчестер Юнайтед»      | 2013–14 | Прем'єр-ліга     | 29        | 2         | 1     | 0     | 3          | 0          | 10         | 2          | 1    | 0     | 44     | 4      |
| «Манчестер Юнайтед»      | 2014–15 | Прем'єр-ліга     | 32        | 0         | 3     | 0     | 0          | 0          | –          | –          | –    | –     | 35     | 0      |
| «Манчестер Юнайтед»      | 2015–16 | Прем'єр-ліга     | 14        | 0         | 3     | 0     | 1          | 0          | 4          | 0          | –    | –     | 22     | 0      |
| «Манчестер Юнайтед»      | 2016–17 | Прем'єр-ліга     | 28        | 1         | 1     | 0     | 4          | 0          | 9          | 0          | 1    | 0     | 43     | 1      |
| «Манчестер Юнайтед»      | 2017–18 | Прем'єр-ліга     | 31        | 3         | 3     | 0     | 0          | 0          | 4          | 0          | 1    | 0     | 39     | 3      |
| «Манчестер Юнайтед»      | 2018–19 | Прем'єр-ліга     | 6         | 0         | 0     | 0     | 0          | 0          | 3          | 0          | –    | –     | 9      | 0      |
| «Манчестер Юнайтед»      | Всього  | Всього           | 241       | 17        | 22    | 0     | 15         | 1          | 56         | 6          | 5    | 1     | 339    | 25     |
| «ЛДУ Кіто»               | 2019    | Серія A          | 10        | 0         | 5     | 0     | –          | –          | 4          | 0          | 6    | 1     | 25     | 1      |
| «ЛДУ Кіто»               | 2020    | Серія A          | 4         | 0         | 0     | 0     | –          | –          | 2          | 0          | 1    | 0     | 7      | 0      |
| «ЛДУ Кіто»               | Всього  | Всього           | 14        | 0         | 5     | 0     | –          | –          | 6          | 0          | 7    | 1     | 32     | 1      |
| Керетаро                 | 2020/21 | Прімера Дивізіон | 15        | 1         | –     | –     | –          | –          | –          | –          | –    | –     | 15     | 1      |
| Загалом                  | Загалом | Загалом          | 452       | 37        | 29    | 0     | 18         | 1          | 66         | 6          | 12   | 2     | 577    | 46     |

1. ↑  Кубок Лібертадорес, Ліга чемпіонів УЄФА і Ліга Європи УЄФА
2. 1 2 3 4  Суперкубок Англії
3. ↑  Суперкубок УЄФА
4. ↑  Плей-оф Серії А
5. ↑  Суперкубок Еквадору

### Збірна
Джерело:
| Збірна  | Рік    | Ігор | Голів |
| ------- | ------ | ---- | ----- |
| Еквадор | 2004   | 2    | 0     |
| Еквадор | 2005   | 12   | 3     |
| Еквадор | 2006   | 8    | 0     |
| Еквадор | 2007   | 7    | 1     |
| Еквадор | 2008   | 6    | 0     |
| Еквадор | 2009   | 6    | 2     |
| Еквадор | 2010   | 2    | 0     |
| Еквадор | 2011   | 6    | 0     |
| Еквадор | 2012   | 6    | 0     |
| Еквадор | 2013   | 12   | 2     |
| Еквадор | 2014   | 7    | 0     |
| Еквадор | 2015   | 4    | 0     |
| Еквадор | 2016   | 9    | 2     |
| Еквадор | 2017   | 5    | 0     |
| Еквадор | 2018   | 1    | 1     |
| Еквадор | 2019   | 6    | 0     |
| Всього  | Всього | 99   | 11    |

### Голи за збірну
Джерело:
| №  | Дата              | Місце                                         | Суперник   | Рахунок | Результат | Турнір             |
| -- | ----------------- | --------------------------------------------- | ---------- | ------- | --------- | ------------------ |
| 1  | 27 березня 2005   | Олімпійський стадіон, Кіто, Еквадор           | Парагвай   | 1–2     | 5–2       | Відбір на ЧС-2006  |
| 2  | 27 березня 2005   | Олімпійський стадіон, Кіто, Еквадор           | Парагвай   | 4–2     | 5–2       | Відбір на ЧС-2006  |
| 3  | 30 березня 2005   | Національний стадіон, Ліма, Перу              | Перу       | 2–1     | 2–2       | Відбір на ЧС-2006  |
| 4  | 27 червня 2007    | Качамай, Сьюдад-Гуаяна, Венесуела             | Чилі       | 1–0     | 2–3       | Кубок Америки 2007 |
| 5  | 9 вересня 2009    | Стадіон імені Ернандо Сілеса, Ла-Пас, Болівія | Болівія    | 2–0     | 3–1       | Відбір на ЧС-2010  |
| 6  | 10 жовтня 2009    | Олімпійський стадіон, Кіто, Еквадор           | Уругвай    | 1–0     | 1–2       | Відбір на ЧС-2010  |
| 7  | 6 лютого 2013     | Афонсу Енрікеш, Гімарайнш, Португалія         | Португалія | 1–0     | 3–2       | Товариський матч   |
| 8  | 29 травня 2013    | Стадіон ФАУ, Бока-Ратон, США                  | Німеччина  | 1–4     | 2–4       | Товариський матч   |
| 9  | 12 червня 2016    | Мет-Лайф Стедіум, Іст-Резерфорд, США          | Гаїті      | 4–0     | 4–0       | Кубок Америки 2016 |
| 10 | 6 жовтня 2016     | Олімпійський стадіон, Кіто, Еквадор           | Чилі       | 1–0     | 3–0       | Відбір на ЧС-2018  |
| 11 | 15 листопада 2018 | Національний стадіон, Ліма, Перу              | Перу       | 1–0     | 2–0       | Товариський матч   |

## Досягнення

### Клубні
«Ель Насьйональ»
- Чемпіон еквадорської Серії А: 2005[44]

«Манчестер Юнайтед»
- Чемпіон Англії: 2011, 2013[45]
- Володар Кубка Англії: 2016[46]
- Володар Кубка Футбольної ліги: 2010[47], 2017[48]
- Володар Суперкубка Англії: 2010[49], 2011, 2013[50], 2016[51]
- Переможець Ліги Європи УЄФА: 2016–17[52]

ЛДУ Кіто
- Володар Кубка Еквадору: 2019
- Володар Суперкубка Еквадору: 2020

### Особисті
- Найкращий футболіст року в Еквадорі за опитуванням тренерів країни: 2008, 2009
- Включений в «команду року» за версією ПФА: 2009/10
- Володар призу Алана Гардекера: 2010[53]
- Володар призу сера Метта Басбі найкращому гравцеві року в «Манчестер Юнайтед»: 2012[54][55]
- Автор найкращого голу місяця в англійській Прем'єр-лізі: вересень 2017[56]